# 요시자와 히데오
요시자와 히데오(일본어: 吉澤 英生, 1971년 11월 10일 ~ )는 일본의 전 축구 선수, 감독이다.

## 구단 경력
1991년부터 2001년까지 혼다 기연에서 뛰었다.

## 지도자 경력
2005년 혼다 기연의 감독으로 취임하였다. 2008년부터 2011년까지 마쓰모토 야마가 FC에서 감독을 맡았다. 2012년 가이나레 돗토리의 감독으로 취임하였다.